# Fladerung
Die Fladerung, auch Blume genannt, bezeichnet die Maserung des tangential geschnittenen Holzes. Fladerung zeigt sich meist dadurch, dass der Sägeschnitt parallel zur Stammachse geführt wird, die Jahrringe sich jedoch zur Spitze hin konisch verjüngen. Der Sägeschnitt schneidet dabei fortlaufend weitere Jahrringe an, die dann als parabelförmige Kurven erscheinen.
Einige Nadelhölzer sollten nicht für beanspruchte Oberflächen wie Fußböden und Treppenstufen verwendet werden, wenn diese tangential zu den Jahresringen geschnitten wurden, so dass sich Fladerung zeigt. Denn dann besteht die Gefahr, dass sich die auslaufenden Jahresringe mit der Zeit ablösen, so dass Fasern und Splitter aus dem Holz stehen. Für Flächen mit besonderer Beanspruchung, Bewitterung oder häufiger Feuchtigkeitseinwirkung sollten darum Bretter mit stehenden Jahresringen verwendet werden, die überwiegend radial zur Stammachse geschnitten wurden.